# 枪战

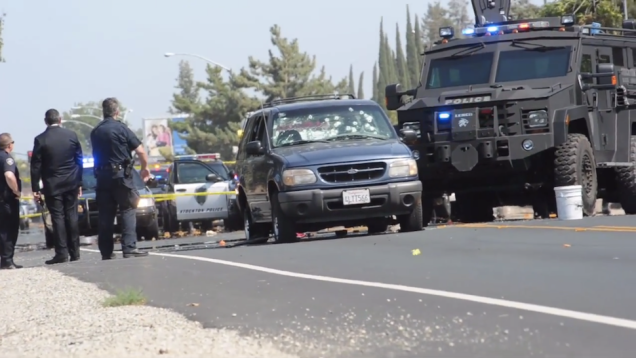
2014年加州史塔克頓發生銀行搶劫案後，警方與搶匪發生槍戰

枪战是指武装团体之间互相用枪械射擊對方以及用槍械戰鬥時的場景。在一些國家，执法人员与犯罪分子之间會爆發槍戰，此外互聯敌对的幫派、民兵或个人之間也會爆發槍戰。不過戰場上的戰鬥一般不會被視為槍戰。枪战也是動作片、西部作品和电子游戏中經常出現的場景。 